# Den unge Rajah
Den unge Rajah er en amerikansk stumfilm fra 1922 af Phil Rosen.

## Medvirkende
- Rudolph Valentino som Amos Judd
- Wanda Hawley som Molly Cabot
- Pat Moore
- Charles Ogle som Joshua Judd
- Fanny Midgley som Sarah Judd
- Robert Ober som Horace Bennett
- Jack Giddings som Austin Slade, Jr.